# Maytenus evonymoides
Maytenus evonymoides är en benvedsväxtart som beskrevs av Reiss. Maytenus evonymoides ingår i släktet Maytenus och familjen Celastraceae. Inga underarter finns listade.